# Cosplay étterem

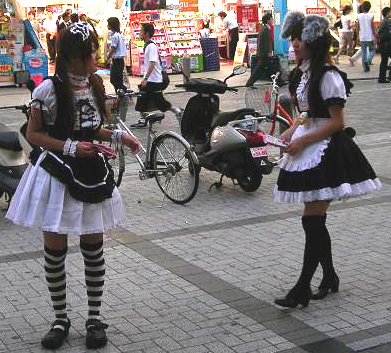
Kávézójukat hirdető felszolgálók Akihabarában, Tokióban

A cosplay étterem egy tematikus vendéglő vagy kávézó, ahol a felszolgálók cselédlánynak vagy komornyiknak öltöznek, és úgy bánnak a vásárlókkal, mint a fiatalurakkal vagy kisasszonyokkal, akik a saját rezidenciájukban élnek. Normális kávézókhoz hasonlítva a cosplayéttermek kiszolgálásába az egészen más légkör kialakítása is beletartozik. A cosplay éttermek Akihabarából, Tokióból erednek, körülbelül 1999 tájékáról, és gyorsan a japán otaku kultúra egyik fő részévé váltak.

## Jellemző helyek

### Maid café
Ezekben a kávézókban általánosságban a női alkalmazottak francia cselédlánynak öltöznek (előfordul, hogy nyuszi- vagy macskafüleket is fölvesznek, hogy még aranyosabb legyen a jelmez). Amint a vásárló belép egy ilyen boltba, a személyzet az „Isten hozta itthon, fiatalúr/kisasszony!” mondattal köszönti. Ezután egy kendőt, valamint étel- és itallapot kap. A népszerű ételek közé tartozik a torta és sütemények (melyet néha maguk a felszolgálók készítenek), a jégkrém, a spagetti és az omurice. A népszerű italok a tea, a tej, a kóla és alkoholos italok (sör és pezsgő). Más szolgáltatások is vannak, melyek eltérnek az átlagos éttermekétől, ilyen a fénykép készítése, általában a felszolgálókról, de olyan is van, hogy a vendég és a felszolgálók is szerepelnek a képen, amit a vendég utána haza is vihet. Lehet video- és kártyajátékokkal is játszani, és egészen furcsa kéréseket is teljesítenek a felszolgálók, mint azt, hogy üssék meg a vendéget.

### Butler café
A komornyikkávézókban a nőket szolgálják ki az elegánsan öltözött férfiak, de inkább fiúk, hiszen a legtöbbjük még csak diák. A személyzet itt is ugyanazokat a kéréseket teljesíti és a menü is hasonló. Vannak olyan kávézók is, ahol a személyzet iskolai diáknak öltözik be, vagy adott karakternek egy animéből. Létezik olyan változata is ezeknek a kávézóknak, ahol női személyzet van és férfiaknak öltöznek be.

### Hasonló helyek
Más boltokban más öltözékük van a felszolgálóknak, ha a téma is más. Téma lehet az iskola is, ahol a vendégek senpai megszólítást kapnak és az asztalokat is kicserélik japán iskolai étkezőasztalokra. Téma lehet még a hercegek, hercegnők, papnők, de előfordul olyan is, hogy a női személyzet úgy tesz, mintha a vendég húga lenne.

## Japánon kívül
Népszerűségük Japánon kívül is elterjedt; cosplayéttermek nyíltak Hongkongban, Tajvanban, Szingapúrban, Mexikóban, Kanadában és a Fülöp-szigeteken. Magyarországon még nem terjedt el az effajta kávézók és éttermek ötlete, de vannak nálunk Japánból átvett cicakávézók, ahol a vendégek macskák társaságában ihatják teájukat vagy kávéjukat.

## Fordítás
- Ez a szócikk részben vagy egészben a Cosplay restaurant című angol Wikipédia-szócikk ezen változatának fordításán alapul.  Az eredeti cikk szerkesztőit annak laptörténete sorolja fel. Ez a jelzés csupán a megfogalmazás eredetét és a szerzői jogokat jelzi, nem szolgál a cikkben szereplő információk forrásmegjelöléseként.